# Roman de la rose

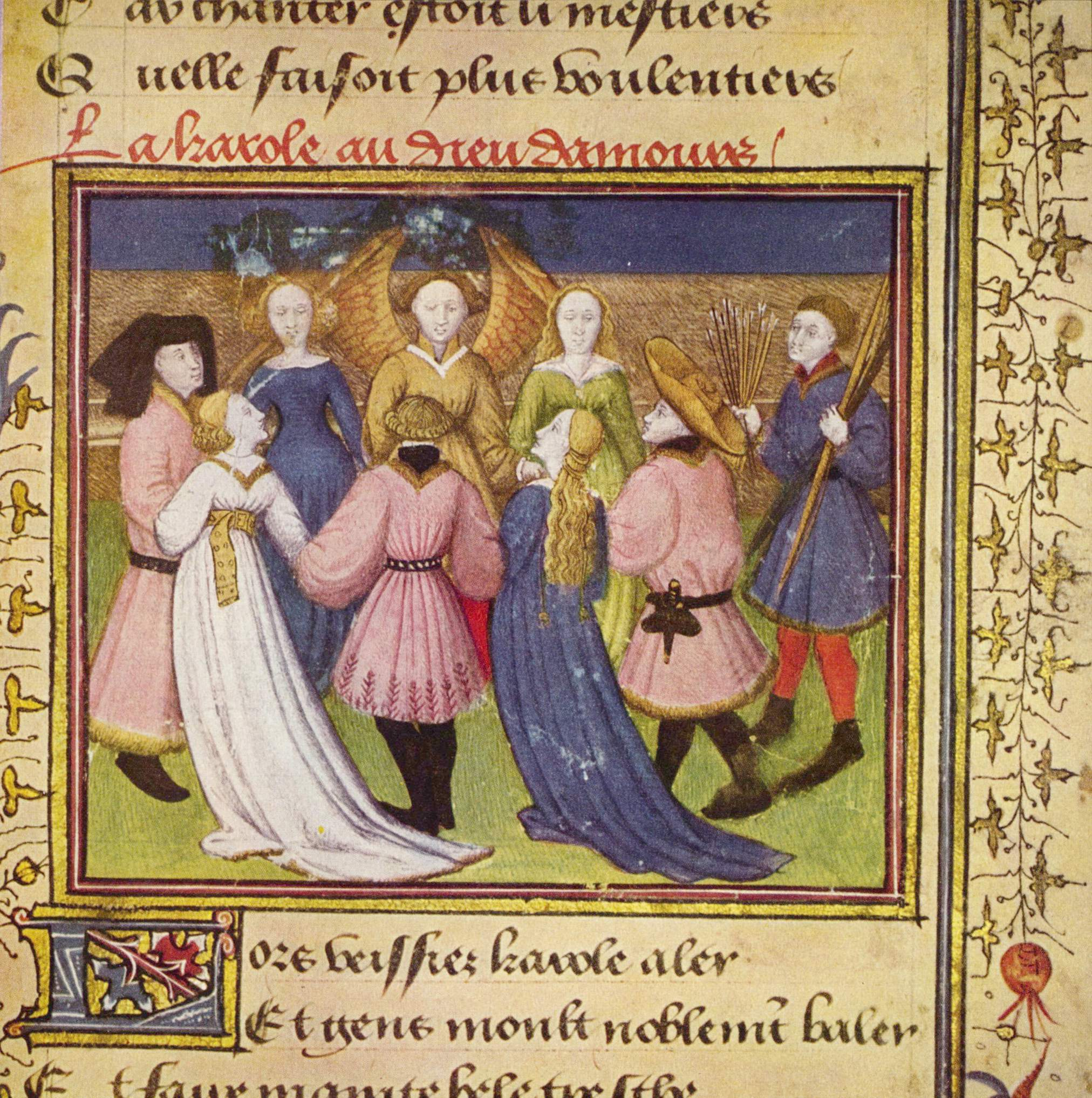
Reidans met Amor, Roman de la Rose in de Österreichische Nationalbibliothek, Wenen

De Roman de la Rose is een Frans middeleeuws gedicht over de liefde. Het was het bekendste en belangrijkste werk uit de Franse middeleeuwse literatuur, geschreven in de 13e eeuw, dat tot in de 16e eeuw populair bleef. Slechts met de heropleving van de antieke literatuur in de renaissance verloor het aan belangstelling.

## Situering
Het volledige werk bestaat uit ca. 22 000 achtlettergrepige (octosyllabische) verzen, die paarsgewijze rijmen, waarin de verteller in de ik-persoon zijn droom verhaalt die bevolkt is door allegorische en mythische figuren. Het werk werd in twee delen door twee auteurs geschreven. De enige bron die de auteurs vernoemt, is het werk zelf. Hierin zegt Jean Chopinel, geboren in Meun aan de Loire, dat hij het werk dat begonnen was door Guillaume de Lorris, ruim veertig jaar na diens dood verder zette. De twee delen van het werk zijn stilistisch totaal verschillend.
Het eerste deel, geschreven door Guillaume de Lorris, omvatte 4058 verzen en is te omschrijven als een droomvisioen, een allegorisch droomverhaal in de traditie van de hoofse liefde, waarin een hoveling in een ommuurde tuin (locus amoenus) probeert zijn geliefde het hof te maken. De roos symboliseert de beminde en is een geïdealiseerde voorstelling van de vrouw. Het verhaal kan opgevat worden als een cursus in de hoofse liefde. Waarschijnlijk stierf Guillaume de Lorris voor hij het werk kon afmaken. De tekst van de Lorris werd door een onbekende dichter afgewerkt met 78 regels.
Jean de Meun besloot enkele decennia later het werk uit te breiden. Hij voegde er bijna 18000 verzen aan toe. Zijn benadering van het thema was meer filosofisch en kritisch van aard, en week daarin duidelijk af van het oorspronkelijke werk. Guillaume de Lorris was waarschijnlijk een edelman die schreef voor een adellijk publiek dat op de hoogte was van de hoofse zeden. Jean de Meun daarentegen schreef eerder voor een burgerlijk publiek en zijn deel neemt dan ook afstand van de hoofse liefde; in zijn vertelling wordt de vrouw veeleer een lustobject dan een ideaal. Hij beschouwde alle vrouwen als feitelijke hoeren, geen enkele uitgezonderd.

## Datering

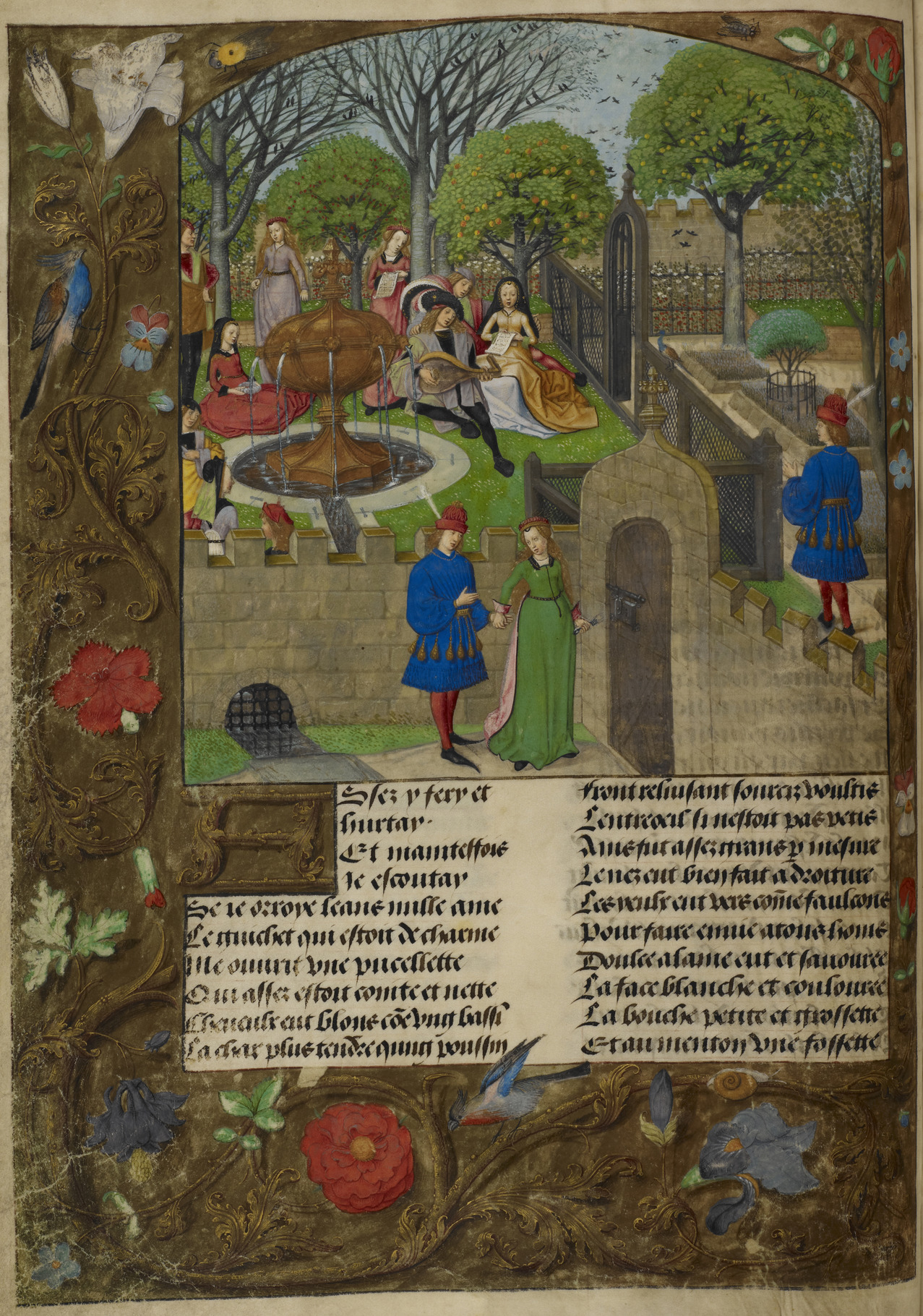
Roman de la Rose (ca.1490-1500), British Library - Harley MS 4425.
De 'minnaar' en 'dame luiheid' ontmoeten elkaar aan de deur van de 'tuin der liefde'; zij zal hem binnenlaten.

Kunsthistorici hebben het beëindigen van het werk gedateerd tussen 1268 en 1285, door zich te baseren op de dood van Manfred van Hohenstaufen in 1266 en de moord op Konradijn, de kleinzoon van Frederik II van Hohenstaufen, die op bevel van Karel van Anjou werd vermoord op 19 oktober 1268 in Napels. Deze moord werd in het handschrift vermeld en vormt dus een terminus post quem voor het werk van de Meun. De dood van Karel van Anjou op 7 januari 1285 echter werd niet vermeld; integendeel: hij wordt expliciet opgevoerd als koning van Sicilië. Het overlijden van Karel van Anjou in 1285 levert bijgevolg een terminus ante quem Het deel van Jean de Meun werd dus waarschijnlijk beëindigd tussen 1268 en 1285.
Jean de Meun was nog een jonge man toen hij dit werk schreef zoals hij zelf zegt in zijn "testament" en in de opdracht van zijn vertaling van de Consolatione Philosophiae van Boëthius voor Philips de Schone, koning van Frankrijk, waar hij schrijft: “Je Jehan de Meuns, qui jadis ou Romant de la Rose ensegnai la manière du chastel prendre et de la rose ceuillir et translatai de latin en franchois le livre de Vegece de chevalerie et le livre des Merveilles d'Irlande, et la vie et les epistres de maistre Pierre Abayelart et Heloys sa femme, et le livre à Elied de espirituel amistié....” (Ik Jean de Meun, die destijds in de Roman de la Rose onderwees hoe men … en vertaalde van het Latijn in het Frans het boek van Vegetius over de krijgskunde …). De vertaling van “De re militari” wordt algemeen gedateerd op 1284, dit plaatst de afwerking voor 1284.
Het ontbreken van enige referentie in de tekst naar de Siciliaanse Vespers, door een schrijver die toch graag pronkte met zijn kennis, laat veronderstellen dat het boek klaar was voor het uitbreken ervan op 31 maart 1282, maar het ontbreken van een referentie is natuurlijk geen absoluut bewijs.
Jean de Meun of Jean Chopinel zoals hij zichzelf noemde in de tekst, schreef zelf dat hij meer dan 40 jaar na de dood van Guillaume de Lorris het werk afmaakte.
Car quant Guillaumes cessera,
Jehans le continuera
Après sa mort, que ge ne mente,
Ans trespassés plus de quarente,
(Vrij vertaald: Want waar Guillaume eindigde nam Jean de draad weer op na diens dood en zonder liegen, er lag meer dan 40 jaar tussen).
Als men dan de 40 jaar genoemd door Jean de Meun voor correct aanneemt, zou het eerste deel omstreeks 1230 moeten gemaakt zijn. Die veertig jaar is echter weinig zeker, het kan evengoed beeldspraak voor “lange tijd daarna” geweest zijn.
Andere bronnen die een meer precieze datering toelaten zijn tot op heden niet gevonden.

## De auteurs
Van Guillaume de Lorris weten we niet meer dan zijn naam. Volgens Ott had hij een grondige kennis van de Franse literatuur van zijn tijd en was hij ook bekend met enkele Latijnse werken. De grote verdienste van Guillaume de Lorris is dat hij de eerste is geweest die de drie stijlelementen, die in zijn tijd al aanwezig waren namelijk het gebruik van de ik-vorm door de verteller, het gebruik van allegorische figuren als handelende personen en de voorstelling van zijn roman als een droom, tot één succesvolle stijl heeft samengevoegd.
Jean de Meun kan wel historisch geduid worden. Hij was vertaler aan het hof van Philips IV, koning van Frankrijk tussen 1285 en 1314. Hij was aartsdiaken en rechtsgeleerde en stamde uit een familie uit de landadel in Meun, dicht bij Orléans in het loiredal. Hij studeerde aan de universiteit van Parijs en was een kenner van de antieke literatuur. Voor Philips IV vertaalde hij de De Consolatione Philosophiae van Boëthius.

## De inhoud
De Roman de la Rose beschrijft de droom die een jongeman van omstreeks 20 jaar oud heeft op een mooie nacht in de maand mei. In de droom gaat de jongeling op tocht om de roos uit zijn droom te veroveren. De roos staat traditioneel symbool voor de geliefde. Een gezelschap van allegorische figuren zal hem daarbij begeleiden en helpen of tegenwerken. De jongeman beschrijft zijn ervaren en dat van zijn geliefde als verteller in de ik-persoon, maar hij beschrijft zichzelf wel als de dromende. Het verhaal speelt zich af in een ommuurde tuin die buiten bewaakt wordt door figuren als Haat, Felonie, Lelijkheid, Gulzigheid, Gierigheid, Afgunst, Verdriet, Ouderdom, Huichelarij en Armoede. De tuin staat voor het domein van de liefde en de romantiek, de wereld buiten de tuin is het domein van het normale realistische leven. Hij krijgt van Oyseuse (Luie) toegang tot de tuin. In de tuin komt de Dromer begeleid door Amor uiteindelijk terecht bij de rozenstruik met zijn geliefde. Amor treft hem met een van zijn pijlen en vanaf dan wordt hij Amant (Minnaar). Het lukt hem van de roos te kussen maar dan grijpt Jalousie (Jaloezie) in, en bouwt een burcht omheen de rozenstruik, waarin ook zijn helpster Bel-aceuil (Goede ontvangst) wordt opgesloten. Met de jammerklacht van Amant eindigt het deel van Guillaume de Lorris.
Dit eerste deel, dat geschreven was voor een adellijk publiek in de traditie van de hoofse liefde, wordt dan verder gezet door Jean de Meun. De Meun schreef eerder voor een burgerlijk publiek en zijn deel neemt afstand van de hoofse liefde. In zijn vertelling wordt de vrouw veeleer een lustobject dan een ideaal. Aanvankelijk gaat de Meun verder met de klacht van Amant, maar de geest van het verhaal wijzigt zich zeer snel. Het verhaal zelf komt praktisch tot stilstand maar Jean de Meun weidt uit in allerhande uiteenzettingen over filosofische en theologische vraagstukken en stelt daarbij zijn kennis tentoon. Tegelijkertijd schuwt hij het niet veelvuldig te putten uit de antieke voorbeelden die hij blijkbaar zeer goed beheerste. De lange openingsrede van Raison(Rede) aan Amant is voor een groot deel van Boëthius. Ook aan Alanus van Rijsel ontleent Jean de Meun onder meer de figuren Nature en Genius. Daarnaast uit hij scherpe kritiek op de maatschappij, de bedelorden, de leiding van de kerk en de adel. Het verhaal eindigt met een slag om de rozenburcht waarbij uiteraard de goeden de slechten verslaan en Amant met de hulp van Venus uiteindelijk zijn roos kan plukken.

## Betekenis van het werk

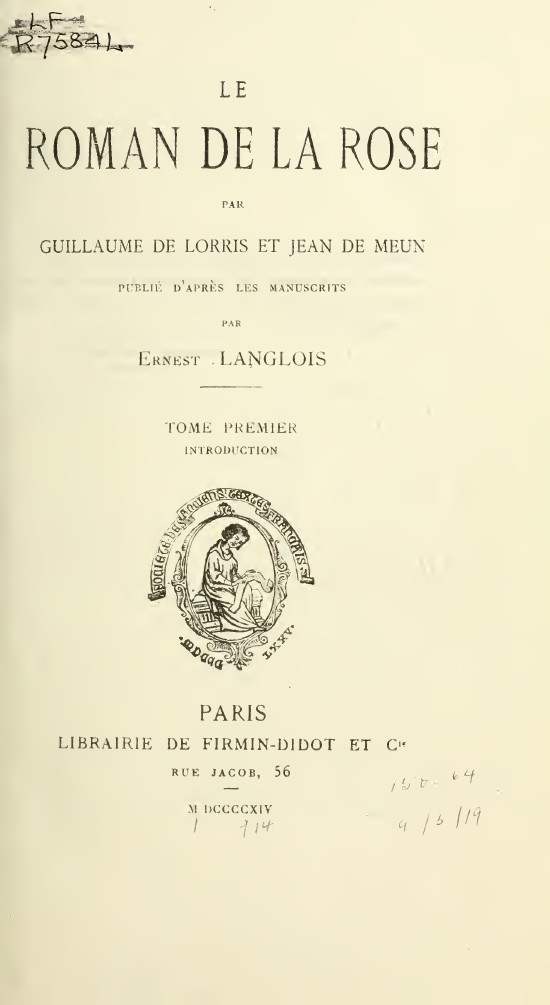
Roman de la Rose (ed. 1914)

We kunnen het werk zonder meer een bestseller noemen. Van de 13e tot de 16e eeuw zijn er meer dan 320 handschriften bewaard gebleven, wat voor een middeleeuws seculier werk enorm veel is.
De bekende werken bevinden zich in:
| Land                |    | Aantal | Land             | Aantal |
| ------------------- | -- | ------ | ---------------- | ------ |
| Oostenrijk          | 4  |        | België           | 17     |
| Canada              | 1  |        | Denemarken       | 4      |
| Duitsland           | 8  |        | Frankrijk        | 145    |
| Italië              | 19 |        | Japan            | 2      |
| Nederland           | 4  |        | Polen            | 4      |
| Rusland             | 2  |        | Spanje           | 6      |
| Verenigd Koninkrijk | 46 |        | Verenigde Staten | 37     |
| Zuid-Afrika         | 1  |        | Zweden           | 1      |
| Zwitserland         | 8  |        | Privébezit       | 11     |

## Roman de la rose in Nederlandse collecties
De vier codices van de Roman de la Rose in Nederlandse collecties bevinden zich het Huis van het boek (Den Haag, signatuur 10 B 29) en in de KB, nationale bibliotheek van Nederland (Den Haag, signaturen KW 120 D 12, KW 120 D 13 en KW 128 C 5). In de UB Leiden (signatuur BPL 2552:3) bevinden zich slechts diverse fragmenten van de Roman de la Rose. en in de Bibliotheca Philosophica Hermetica (Amsterdam, signatuur 136) bevindt zich een vroege druk uit 1529 van 'Le rommant de la Rose'. 
Van de handschriften die men heeft kunnen dateren zijn er 6 uit de 13e eeuw, 85 uit de 14e, 41 uit de 15e en 3 uit de 16e eeuw. En groot aantal van de bewaarde (onderzochte) werken is gemaakt met slechts enkele miniaturen, bijna 30% zonder verluchting, 40% met alleen een titelminiatuur en meer dan 50% moest het stellen met slechts twee miniaturen. Anderzijds is 10% van de werken uitbundig verlucht met meer dan 80 miniaturen. Het werk werd dus evengoed voor de minder kapitaalkrachtige burger als voor de zeer rijken gekopieerd. Enkele bekende handschriften van het laatste type zijn:
- Morgan Library & Museum, New York, M.948 ca. 1520, Gemaakt voor Frans I van Frankrijk
- Bodleian Library, MS Douce 195, dat in het bezit zou zijn geweest van Louise van Savoye, de vrouw van Karel II van Angoulême, graaf van Angoulème.

Naast de handschriften zijn een twintigtal drukken bekend, tien hiervan zijn terug te vinden op de “Incunabula Short Title Catalogue” van de British Library. In 1481 verscheen de eerste editie in Genève bij de drukker Jean Croquet in 1485 gevolgd door een editie door Johannes Siber in Lyon. Ernest Langois noemt 21 verschillende gedrukte edities waarvan de laatste gedrukt zou zijn in Parijs bij Clément Marrot in 1538.
De Roman de la Rose is waarschijnlijk het werk dat de Franse literatuur in de tijd daarna het meest heeft beïnvloed. Schrijvers zoals Guillaume de Machault, Jean Froissart, Eustache Deschamps, en Francois Villon werkten in dezelfde stijl. Maar de roman werd ook vertaald in het Middelnederlands door de Brabantse schrijver Hein van Aken en een gedeelte werd vertaald in het Engels, als The Romaunt of the Rose, waarschijnlijk door Geoffrey Chaucer, hoewel hier geen eensgezindheid over bestaat.
Het werk gaf ook aanleiding tot de “Querelle du Roman de la Rose” (de polemiek van de Roman de la Rose). In 1401 schreef Christine de Pizan een brief aan de provoost van Rijsel Jean de Montreuil, een fervent supporter van Jean de Meun, waarin ze de populaire Roman de la Rose veroordeelde voor de flagrante misogyne stellingen die erin verdedigd werden en het kwetsende taalgebruik lag zo mede aan de basis van de beweging die de literaire kwaliteiten van de Meuns werk in twijfel trok. Deskundigen zien in de reactie van Christine de Pizan de eerste vorm van feminisme in Europa, omdat het debat zeker niet alleen over het werk van Jean de Meun ging, maar evenzeer over de positie van de vrouw in de maatschappij.

## Nederlandse vertalingen
Er zijn twee Middelnederlandse vertalingen van de roman gemaakt: een Brabantse getiteld Die Rose, geschreven door Heinric rond 1280, en een versie uit het graafschap Vlaanderen die een tiental jaar ouder is en waarvan slechts fragmenten zijn overgeleverd, de zogenaamde Vlaamse Rose.
- Die Rose, vertaald door Hein van Aken, ca. 1280
- De roman van de roos, metrische en berijmde vertaling door Ernst van Altena, 1991. ISBN 9789491982347

## Externe referenties
- Roman de la Rose – Digital Library
- Afbeeldingen uit Royal 20 A XVII, British Library
- Afbeeldingen uit M948, Morgan Library